# Steve Buttle
Stephen „Steve“ Buttle (* 1. Januar 1953 in Norwich; † 5. Juni 2012) war ein englischer Fußballspieler.

## Sportlicher Werdegang
Buttle begann mit dem Fußballspielen im Alter von fünf Jahren, als er für Mannschaften im Norwicher Stadtteil Lakenham auflief. Als Elfjähriger war er Mannschaftskapitän der Norfolker Auswahlmannschaft. Im Alter von 15 Jahren schloss er sich Ipswich Town an, wo er 1971 einen Profivertrag unterzeichnete. Er kam jedoch im Erwachsenenbereich nicht in der Wettbewerbsmannschaft zum Einsatz, so dass er 1973 zum seinerzeitigen Drittligisten AFC Bournemouth weiterzog. Mit dem Klub stieg er 1975 aus der Third Division in die Fourth Division ab, wo er noch zwei Spielzeiten auflief.
1977 wechselte Buttle nach Nordamerika, wo er sich den Seattle Sounders in der North American Soccer League anschloss. Bis 1982 lief er für den Klub in der Freiluft-Meisterschaft sowie der Major Indoor Soccer League auf. Dort hatte er bereits 1979/80 einige Auftritte für Pittsburgh Spirit absolviert, ab 1982 bis 1985 lief er für das Franchise aus Pennsylvania erneut in der Halle auf, ehe er aufgrund einer Knieverletzung seine Karriere beendete. Anschließend war er als Trainerassistent im nordamerikanischen Fußball tätig.
Später kehrte Buttle nach Norwich zurück, nach der Scheidung von seiner US-amerikanischen Frau blieb diese mit den zwei Kindern in den Vereinigten Staaten. Er verstarb im Alter von 59 Jahren an einer Krebserkrankung.